# 瓦亨海姆
瓦亨海姆是德国莱茵兰-普法尔茨州的一个市镇。总面积3.55平方公里，总人口615人，其中男性303人，女性312人（2011年12月31日），人口密度173人/平方公里。